# Downtown Brooklyn
Downtown Brooklyn è un quartiere di Brooklyn, uno dei cinque distretti di New York. I confini del quartiere sono Dumbo a nord, Fort Greene a est, Boerum Hill a sud e Brooklyn Heights a ovest. È il terzo quartiere degli affari per importanza di New York, dopo Midtown Manhattan e Lower Manhattan.
Downtown Brooklyn è parte del Brooklyn Community District 2 e i suoi ZIP code sono 11201 e 11217.

## Trasporti
Il quartiere è servito dalla metropolitana di New York attraverso le seguenti stazioni:
- Jay Street-MetroTech (treni delle linee A, C, F, N ed R)
- Borough Hall/Court Street (treni delle linee 2, 3, 4, 5, N ed R)
- DeKalb Avenue (treni delle linee B, D, N, Q ed R)
- Hoyt-Schermerhorn Streets (treni delle linee A, C e G)
- Hoyt Street (treni delle linee 2 e 3)
- Nevins Street (treni delle linee 2, 3, 4 e 5)
- Atlantic Avenue-Barclays Center (treni delle linee 2, 3, 4, 5, B, D, N, Q ed R)

All'interno dei suoi confini si trova anche la stazione ferroviaria Atlantic Terminal della Long Island Rail Road.